# Масний Зеновій-Тарас

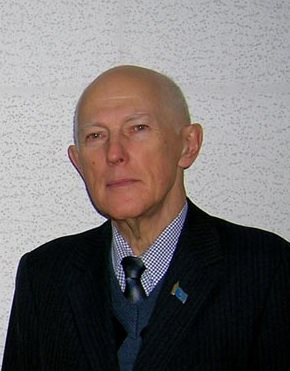
Зеновій-Тарас Масний

Зеновій-Тарас Масний (народився 1 січня 1943) — український лікар, науковець, журналіст, поет.

## Життєпис
Народився в родині відомого львівського купця міжвоєнного періоду Павла Масного та Софії (до шлюбу Кіх). За радянських часів батько працював різноробочим, сторожем.
Після закінчення 1-ї львівської середньої школи навчався на стоматологічному факультеті Львівського державного медичного інституту. Від 1966 працював лікарем-стоматологом міської дитячої стоматологічної поліклініки. У 1976 захистив кандидатську дисертацію. З 1980 року працював асистентом кафедри стоматології дитячого віку Львівського державного медичного інституту. У 1991 став доцентом цієї кафедри. Дитячий щелепово-лицевий хірург вищої категорії.
Із 2001 року головний редактор часопису «Народне здоров'я».

## Науковець
Автор 10 монографій, навчальних посібників, більш ніж 250 наукових публікацій.
Автор словника «Симптоми, синдроми, епонімні хвороби, термінологія» («ГалДЕНТ», Львів, 2001, 193 стор.).

## Поет
Автор шести поетичних збірок, виданих у 2003–2013:
- «Три обереги», вид-во «Духовна вісь» Львів-Полтава, 2003, 184 стор.;
- «Калина на снігу», вид-во «Логос», Київ,  2004, 84 стор.;
- «Моя молитва», вид-во «Логос», Львів, 2006,  80 стор.;
- «Ми – українці!»,  вид-во «Новий друк», Київ, 2008, 71 стор.;
- «Час», вид-во «Логос», Київ, 2010, 167 стор.
- Чудовий світ! А ми…? : думки та роздуми / Зеновій-Тарас Масний: [автор передмови Л. Різник ; худож. оформ. С. Іванова ; авт. світлин З. Масна-Адамович, О. Масна-Чала] — Львів: Піраміда, 2013. — 162, [18] с. : фотографії кольорові — ISBN 978-966-441-239-8

## Громадська діяльність
Член Національної спілки журналістів України, член Всеукраїнського об'єднання «Письменники Бойківщини», член Наукового товариства імені Тараса Шевченка та Українського лікарського товариства.

## Родина
Дружина Олена — фармацевтка.
Дочка Зоряна — докторка медичних наук, професорка, завідувачка кафедри оперативної хірургії та топографічної анатомії Львівського національного медичного університету ім. Данила Галицького. 
Дочка Оксана — кандидатка медичних наук, асистентка кафедри щелепно-лицевої хірургії та хірургічної стоматології Львівського національного медичного університету ім. Данила Галицького.
Має п'ятеро онуків.

## Відзнаки
- Дипломант Другого літературного конкурсу імені Івана Франка (2010) за книгу «Час»,
- Дипломант Першого ступеня XVII Конкурсу імені Мирона Утриска (2014) за книгу «Чудовий світ! А ми ?…».[1]
- У 2008 році поіменований достойником «Золотого Фонду Бойківщини».